# La Caravane des évadés

La Caravane des évadés (Passage West) est un western américain réalisé par Lewis R. Foster, sorti en 1951.

## Synopsis
Six prisonniers se sont évadés du pénitencier de Salt Lake, menés par le caïd Pete Black. Ils stoppent un convoi de pèlerins qui se rendent en Californie, dirigé par le pasteur Jacob Karns. Perturbant la cérémonie d'obsèques d'un enfant, les forcenés prennent rapidement le contrôle du convoi. Mais une série d'épreuves les attend dans ce long voyage, et cette longue traversée d'une région inhospitalière, au climat intraitable.

## Fiche technique
- Titre français  : La Caravane des évadés
- Titre original : Passage West
- Réalisation : Lewis R. Foster
- Scénario : Alvah Bessie (histoire), Lewis R. Foster, Nedrick Young
- Producteurs : William H. Pine, William C. Thomas
- Musique : Mahlon Merrick
- Directeur de la photographie : Loyal Griggs
- Montage : Howard A. Smith
- Direction artistique : Lewis H. Creber
- Pays :  États-Unis
- Couleur : Couleur (Technicolor)
- Format : 1.37 : 1
- Son :Mono (Western Electric Recording)
- Durée : 80 minutes
- Date de sortie : 
  - États-Unis : juillet 1951

## Distribution
- John Payne : Pete Black
- Dennis O'Keefe : Jacob Karns
- Arleen Whelan : Rose Billings
- Frank Faylen : Curly
- Mary Anderson : Myra Johnson
- Peter Hansen : Michael Karns
- Richard Rober : Mike
- Griff Barnett : Papa Emil Ludwig
- Dooley Wilson : Rainbow
- Mary Field : Miss Swingate
- Richard Travis : Ben Johnson
- Mary Beth Hughes : Nellie McBride
- Arthur Hunnicutt : Pop Brennan
- Lillian Bronson : Mom Brennan
- Ilka Gruning : Mama Ludwig
- Estelle Carr : Minna Karns
- Susan Whitney : Lea Johnson
- Paul Fierro : Ramon
- Clint Stuart : Burk